# Bill Musselman
William Clifford "Bill" Musselman (Wooster, Ohio, 13 de agosto de 1940 - Rochester, Nueva York, 5 de mayo de 2000) fue un entrenador de baloncesto estadounidense. Es el padre del también entrenador de baloncesto Eric Musselman.

## Trayectoria
[actualizar]